# Bie
Bie ist ein Ort (Tätort) in der schwedischen Provinz Södermanlands län und der historischen Provinz Södermanland. Der Badeort liegt in der Gemeinde Katrineholm, ungefähr zehn Kilometer nördlich des Hauptortes der Gemeinde Katrineholm. Der Ort liegt am Riksväg 56 zwischen Katrineholm und Eskilstuna.

## Bekannte Töchter und Söhne des Ortes
- Olof Larsson (1739–1802), schwedischer Politiker
- Tord Filipsson (* 1950), schwedischer Radrennfahrer
- Oskar Wahlström (* 1976), schwedischer Fußballspieler
- Erik Hassle (* 1988), schwedischer Sänger und Songwriter